# سانت آندرو سالو
سانت آندرو سالو (به اسپانیایی: San Andrés Salou) یک منطقهٔ مسکونی در اسپانیا است که در ژیرونس واقع شده‌است. سانت آندرو سالو ۶٫۰ کیلومتر مربع مساحت دارد.